# José Galbis Abella
José Galbis Abella (Madrid, 1841-1891) fue un militar español. Luchó en las guerras carlistas y en la guerra de los Diez Años (Cuba). Entre 1883 y 1887 fue director de la Academia General Militar.
El general Galbis, oficial de Estado Mayor, tuvo una carrera militar rápida, que le llevó a alcanzar el empleo de mariscal de campo (equivalente al actual de general de División) en 1880, a los treinta y nueve años de edad. Su último ascenso, a teniente general lo obtuvo en 1890 por méritos de guerra.
Además de ser director de la Academia General Militar, el general Galbis fue gobernador Militar de Barcelona y capitán General de Castilla la Vieja, puesto que desempeñaba cuando falleció el 20 de marzo de 1891.